# Jasmine Flury
Jasmine Flury (Davos, 16 september 1993) is een Zwitserse alpineskiester. In 2023 werd ze wereldkampioene op de afdaling.

## Carrière
Flury maakte haar wereldbekerdebuut in januari 2014 in Altenmarkt-Zauchensee. In december 2016 scoorde de Zwitserse in Val d'Isère haar eerste wereldbekerpunten. Een maand later behaalde ze in Altenmarkt-Zauchensee haar eerste toptienklassering in een wereldbekerwedstrijd. Op de wereldkampioenschappen alpineskiën 2017 in Sankt Moritz eindigde Flury als twaalfde op de afdaling en als zeventiende op de Super G.
Flury won niet veel wedstrijden. In december 2017 boekte de Zwitserse in Sankt Moritz haar eerste wereldbekerzege op de Super G, zes jaar later in Val d'Isère op de Afdaling. Ze werd twee keer tweede op de afdaling, in Garmisch-Partenkirchen in januari 2022 en in Crans-Montana in februari 2024. In Courchevel Méribel, in februari 2023, won ze goud op de afdaling bij de wereldkampioenschappen.

## Resultaten

### Olympische Winterspelen
| Jaar | Plaats      | Resultaten               |
| ---- | ----------- | ------------------------ |
| 2018 | Pyeongchang | 27e Super G DNF Afdaling |
| 2022 | Peking      | 12e Super G 15e Afdaling |

### Wereldkampioenschappen
| Jaar | Plaats             | Resultaten                                     |
| ---- | ------------------ | ---------------------------------------------- |
| 2017 | Sankt Moritz       | 12e Afdaling 17e Super G                       |
| 2019 | Åre                | 20e Afdaling DNF Super G DNS Alpine combinatie |
| 2023 | Courchevel-Méribel | Afdaling · 22e Super G                         |

### Wereldbeker
Eindklasseringen
| Seizoen   | Algm | AD  | SG  |
| --------- | ---- | --- | --- |
| 2016/2017 | 42e  | 21e | 22e |
| 2017/2018 | 24e  | 15e | 13e |
| 2018/2019 | 29e  | 19e | 10e |
| 2019/2020 | 66e  | 34e | 29e |
| 2020/2021 | 35e  | 13e | 32e |
| 2021/2022 | 26e  | 17e | 15e |
| 2022/2023 | 28e  | 15e | 16e |
| 2023/2024 | 26e  | 6e  | 22e |

Wereldbekerzeges
| Datum            | Plaats       | Onderdeel |
| ---------------- | ------------ | --------- |
| 9 december 2017  | Sankt Moritz | Super G   |
| 16 december 2023 | Val d'Isère  | Afdaling  |